# Fluoróforo
Um fluoróforo ou fluorocromo, por analogia com os cromóforos, é um componente de uma molécula que faz com que esta seja fluorescente. É um grupo funcional da molécula que absorverá energia de um comprimento de onda específica e posteriormente a emitirá em outro determinado comprimento de onda maior (ou seja, com menor energia). A quantidade de energia emitida e seu comprimento de onda dependem tanto do próprio fluorocromo como do ambiente químico no qual está (como o pH, por exemplo). Um fluoroforo pode reemitir luz quando excitado por luz. Os fluoróforos contêm caracteristicamente vários grupos aromáticos combinados ou moléculas planares ou cíclicas com várias ligações π.
Os fluoróforos são por vezes utilizados sozinhos, como traçadores em fluidos, como corantes para corar certas estruturas, como substratos de uma enzima, ou como sondas ou indicadores (quando a sua fluorescência é afetada por aspetos ambientais, como a polaridade ou os iões). Mas o mais geral é que sejam utilizados unidos covalentemente a macromoléculas, funcionando como marcadores (ou corantes ou etiquetas ou reporteiros) para reagentes de afinidade ou bioativos (anticorpos, peptídeos, ácidos nucleicos). Os fluoróforos são utilizados para corar tecidos, células ou materiais numa variedade de métodos analíticos, tais como imagem de fluorescência e espectroscopia de fluorescência.
A Fluoresceína, através do seu derivado aminorreativo isotiocianato, isotiocianato de fluoresceína (FITC), tem sido um dos fluoróforos mais utilizados. Desde a sua aplicação inicial para a marcação de anticorpos, as aplicações foram estendidas aos ácidos nucleicos através da utilização de carboxifluoresceína. Outros fluoróforos historicamente comuns são derivados da rodamina (TRITC), cumarina e cianina. As novas gerações de fluoróforos, muitos dos quais são marcas comerciais, apresentam frequentemente melhores desempenhos, como por exemplo serem mais fotoestáveis, mais faturáveis ou menos sensíveis ao pH do que os corantes tradicionais com excitação e emissão comparáveis.